# زمین زیر پایش
زمین زیر پایش (انگلیسی: The Ground Beneath Her Feet) ششمین رمان سلمان رشدی است. این اثر که در سال ۱۹۹۹ منتشر شد، برداشتی از اسطوره اورفئوس است و که در آن موسیقی راک جایگزین ساز چنگ اورفئوس شده‌است.